# Johannes Salat
Johannes Salat, auch Hans Salat (* 1498 in Sursee; † vor 23. Oktober 1561 in Freiburg im Üechtland), war ein Schweizer Gerichtsschreiber, Dramatiker und Historiker/Chronist. 1538 war er Spielleiter des Luzerner Osterspiels.

## Leben
Johannes Salat, Seiler wie sein Vater, lebte von 1520 bis 1540 in Luzern. An sechs Feldzügen von 1522 bis 1527 beteiligte er sich meist als Feldschreiber. Danach war er auch bei den Kappelerkriegen dabei. Ab 1531 war er Gerichtsschreiber und druckte daneben erste literarische Werke, oft mit einem hohen polemischen und satirischen Potenzial. Er verfasste im Auftrag der katholischen Alten Orte aber auch mehrere historische Schriften. 1540 verlor er sein Amt wegen Betrugs. Danach war er in Freiburg Schulmeister (1544–47), Wundarzt, Alchimist und Astrologe.
Der Nachlass von Hans Salat, darunter auch sein Tagebuch, liegt in der Zentral- und Hochschulbibliothek Luzern.

## Werke
- Tanngrotz (Beschreibung des Zweiten Kappelerkrieges aus der Sicht der katholischen Inneren Orte in Versform), 1531.
- Triumphus Herculis Helvetici (Triumph des Schweizer Herkules; eine Satire auf Ulrich Zwingli), 1532 (erhalten als Abschrift aus dem 17. Jahrhundert).
- Reformationschronik 1517–34 (umfassende Darstellung der Zeit der Reformation aus katholischer Sicht), 1534. Edition: Ruth Jörg. Zürich 1986. ISBN 3-85513-151-1 (Band 1), ISBN 3-85513-152-10 (Band 2) und ISBN 3-85513-153-8 (Band 3)
- Der verlorene Sohn (Drama nach der Parabel vom verlorenen Sohn, Lk. 15,11–32), 1537. Edition in: Walter Haas, Martin Stern: Fünf Komödien des 16. Jahrhunderts. Bern 1989, S. 61–181. Frühere Edition: Jakob Baechtold: Hans Salat’s Drama vom verlornen Sohn. In: Geschichtsfreund 36 (1881), S. 1–90.
- Eyn nutzlichs biechlin in warnungs wyss, an die XIII Ort, 1537.
- Vita von Bruder Klaus
  - Rechte ware History, Legend und leben des frommen, … Nicolausen von der Flü, gebornenn Landsman ob dem Wald inn Underwalden..., Augsburg 1537.
  - Warhafftige wunderbarliche Histori und Leben des recht frommen andächtigen Gottseligen weytberümpten Nicolausen von der Flü..., Dillingen 1571.
  - Das Leben des sel. Bruder Klaus von Johannes Salat, Gerichtsschreiber in Lucern. Hrsg. und eingeleitet von Frz. Jos. Schiffmann (nach der Ausgabe von 1537). In: Geschichtsfreund 23 (1868), S. 107–153.